# Farnakes 1. af Pontos
Farnakes 1. (? – ca. 155 f.Kr.) var konge af Pontos ca. 190 f.Kr. til ca. 155 f.Kr.
Farnakes 1. var søn af kong Mithridates 3. Han blev efterfulgt af broderen Mithridates 4. Han efterlod sig sønnen Mithridates og datteren Nysa.